# Снежная королева 3: Огонь и лёд
«Снежная Королева 3: Огонь и лёд» — третья часть анимационной франшизы «Снежная Королева» совместного российско-китайского производства от студии Wizart Animation и Flame Node Entertainment. Сосценаристом проекта и консультантом по сториборду выступил Роберт Ленс, принимавший участие в написании сценарии ряда диснеевских мультфильмов.
В период театрального проката планировались одновременный выпуск и рекламные мероприятия. Этот фильм был самым бюджетным анимационным фильмом Wizart Animation. После выхода трейлеров в эфир в ноябре 2016 года фильм дебютировал в России 29 декабря 2016 года. После этого он был выпущен в различных европейских странах, а также по всей Латинской Америке в течение многих лет вплоть до 2018 года. Приключенческий семейный анимационный фильм установил зарубежный кассовый рекорд для российского анимационного фильма. Третий фильм стал выдающимся событием для критиков, которые высоко оценили сюжет и визуальные эффекты фильма.
Фильм, как и его приквелы, вдохновлен классическим одноименным рассказом 1844 года Ганса Христиана Андерсена. Главной героиней рассказа является Герда, имя которой такое же, как у главной героини датской сказки. Героиня Герда встречает пожарного мальчика Роллана вместе с другими друзьями, которые отправляются в новое путешествие, чтобы воссоединить ее семью. Герда и Роллан пытаются использовать вновь обретенные силы льда и огня во время своих путешествий в Северное королевство и Испанию. Фильм был известен своей ситуационной комедией и клиффхэнгерами, а также противопоставлением элементов огня и льда. Сеттинг полярной зимы, использованный на протяжении всего сериала, также был частью фильма.
Мультфильм имел очень большой премьерный кинопрокат и был выпущен во многих странах Европы, а также на всей территории Латинской Америки.

## Сюжет
Кай и Герда являются национальными героями и регулярно рассказывают историю о том, как они одолели Снежную Королеву в разных школах, за что получают только по несколько монет. Герда всё время надеется, что дальше им будет везти больше.
Кай же в один момент решает, что жить так дальше нельзя. Вместе с их старой подругой Альфидой они приезжают к Орму. Тролль с радостью соглашается приютить их на какое-то время и знакомит с ещё одним своим гостем - весёлым парнем по имени Роллан.
Любопытный парнишка сразу начинает флиртовать с Гердой. Оказывается, он с детства мечтал стать легендой, но дома его всегда обзывали хулиганы, и для этого он приехал в страну троллей. Роллан также рассказывает им историю о том, как они победили Снежную Королеву, при этом весьма перевирая события. Герда быстро догадывается, кто является автором его версии.
После этого Роллан быстро понимает, кто перед ним стоит. Герда сознаётся в том, кто она такая, на что Кай обижается, ведь они поклялись завязать со своими историями. Он называет её эгоисткой. Брат и сестра ссорятся и расходятся. Кай решает стать пиратом и уплывает вместе с Альфидой. Роллан же рассказывает Герде историю о камне желаний - артефакте, который, согласно легендам, может исполнить любое желание, и находится он в Запретных пещерах под Озером Гао.
Вместе Роллан и Герда проникают туда и находят камень. Однако после того, как они коснулись его и Роллан произнёс нужное заклинание, из камня вырвались Снежная Королева (если не успеет, возрождение Снежной Королевы станет реальностью и даже предсказание и пророчество не спасет Землю) и Огненный Король и вселились в них, наделив невероятными способностями.
Вернувшись на поверхность, герои обнаруживают, что по их милости на город троллей обрушились страшные катаклизмы. Они решают вернуться к Орму и выяснить, как снять проклятие, когда на них начинает охоту король троллей Аррог.
Добравшись до Орма, выясняется, что тролль ничего не знает о том, как снять чары. Между ним и Ролланом вспыхивает спор, в пылу которого Орм говорит, что ему нужно было пойти в библиотеку и выяснить. Герда была весьма шокирована заявлением о том, что у них есть библиотека.
При помощи огромного ледяного поезда, созданного Гердой, они пробираются в город и попадают в эту самую библиотеку, где выясняют, как снять проклятие (а также выясняется что однажды на королевство троллей напали монстры льда и огня, и все жители спасались бегством. Двое старцев нашли Озеро Гао и нашли камень двух элементалей (позже нарекнули на камень желаний), и оба обрели способности огня и льда. Они отразили и победили монстров льда и огня. Но их радость долго не продержалась, так как их силы начали владеть их душами где один становился опасным Ледяным Элементалем, а второй Огненным Элементалем. Но они успели вновь дотронуться и произнести заклинание, прежде чем на небе проявилась первая звезда, и обратное превращение было бы невозможно).
Вернувшись к камню, Герда произносит заклинание и лишается сил. Но Роллан неожиданно отводит руку от камня. Он объясняет, хотел вовсе не вернуть свою маму (как он говорил ранее), а получить силу и стать великим. И совершенно не важно, героем или злодеем. Роллан предаёт Герду и превращается в Огненного Короля.
Узнав об опасности, грозящей своей сестре, Кай возвращается и спасает её, после чего они вместе побеждают Роллана. Герда жертвует собой, чтобы уничтожить его, однако остаётся жива. Они с Каем мирятся и уплывают из города троллей, получив немного золота от короля Аррога, чтобы им больше не пришлось «колесить по городам за орешки». Созданная Гердой миниатюрная Снежная Королева возвращает к жизни их родителей, и семья наконец воссоединяется, как и мечтала Герда.

## Роли озвучивали
| Актёр                 | Роль                                  |
| --------------------- | ------------------------------------- |
| Наталия Быстрова      | Герда                                 |
| Николай Быстров       | Кай                                   |
| Филипп Лебедев        | Роллан                                |
| Диомид Виноградов     | Орм                                   |
| Ольга Зубкова         | Альфида / атаманша / троллята         |
| Всеволод Кузнецов     | Аррог                                 |
| Ирина Дериенкова      | Марибель                              |
| Ольга Шорохова        | бабушка Орма / учительница / троллята |
| Александр Груздев     | шаман / дух Огненного короля          |
| Олег Новиков          | Рахат                                 |
| Филл Савенков         | Лукум                                 |
| Михаил Тихонов        | хиппи / мастер Вегард                 |
| Екатерина Африкантова | дух Снежной королевы                  |
| Владимир Никитин      | эпизод                                |
| Никита Спиридонов     | эпизод                                |
| Алексей Агрызков      | эпизод                                |
| Ирина Иваней          | эпизод                                |
| Лала Ахундова         | эпизод                                |
| Алексей Цицилин       | эпизод                                |
| Ди Брэдли Бейкер      | ласка Лута                            |

## Производство
Стремясь поддержать серию «Снежная королева», Wizart Animation произвела третью часть. Производство началось с премьеры первого официального плаката на Каннском кинофестивале 2015 года. Картина стала одним из первых российско-китайских совместных производств в истории кино, так как пекинская компания Flame Node Entertainment стала одним из продюсеров фильма. Авторами сценария были Алексей Цицилин, Владимир Николаев, Алексей Замыслов и Андрей Кореньков. Роберт Ленс, аниматор и автор рассказов, который ранее был одним из персонажей «Красавицы и чудовища», «Жизни и дома жука» на полигоне сценаристы студий Walt Disney Studio, Pixar и DreamWorks консультировались с командой сценаристов. От начальных фрагментов до окончательной версии было написано около 53 вариантов развития сюжета. Сценарий начал писаться два года назад, ещё до анонса фильма, и, претерпев более пятидесяти изменений, был завершён только спустя 183 дня. Самой трудной частью процесса написания сценария был эпизод, когда Герда получает Камень желаний.
Режиссер Алексей Цицилин отметил опыт Роберта Ленса в адаптации сценария для международной аудитории. Роберт Ленс дал положительный отзыв о фильме. Ленс говорит: «Я действительно очарован чудесным миром троллей, который создали авторы. Это привносит в анимационный фильм уникальную историю. «Снежная королева» – это хороший посыл для детей, важность семьи и друзей в сочетании с юмором и весельем. Герои осознают, как они действительно нужны друг другу, истинную ценность того, чтобы быть семьей».
Писатели использовали тему приключений в качестве фокуса сюжета. Артефактный Камень желаний станет мотивом, который движет сюжетом. Древний артефакт изображён как объект исполнения желаний, несмотря на его побочные эффекты беспрецедентных изменений окружающей среды. Когда персонажи срывают Камень Желаний с пьедестала, возникают климатические огненные эффекты. Этот эпизод параллелен ссылкам СМИ на многие приключенческие фильмы 1900-х годов, такие как «Индиана Джонс» и «Рейдеры потерянного ковчега». Фильм дополнен историческим фэнтези категория, когда персонажи исследуют историю мотивного объекта в катакомбах и библиотеках. Главными героями сказки становятся археологи. Писатели также развивали идею родства и семейных ценностей.
Во время американского кинорынка в ноябре 2015 года Wizart представила новые материалы для третьего фильма. На выставке был представлен новый персонаж Роллан, которого описывают как коллекционера легенд. На AFM польская компания Kino Świat взяла на себя обязательство по широкому выпуску в Польше.
Аниматоры продолжили свое мастерство в CGI-анимации для «Снежной королевы 3: Огонь и лед». Художники ездили в Испанию за вдохновением. Было сделано более трёхсот набросков улиц, зданий и побережья. Однако скандинавский пейзаж из оригинальной серии все ещё присутствовал в мультфильме. Для визуализации в центре анимационной студии была сделана 3D-модель. Дизайн панорамы в городе троллей был вдохновлён конкретным местом на Скандинавском полуострове Рингедальсватнет. Там находится культовое норвежское рок-образование Troll Tongue rock был выбран в качестве шаблона для съёмочных площадок фильма. В рецензии Жерармера говорилось: «Тролли-прекрасное изобретение, химера между Кроликами и муми-троллями». Анимация потребовала восемнадцати часов 2D-анимации. Для 3D аниматоры отрисовали около 55 000 изображений, что намного больше, чем пять тысяч изображений, необходимых для «Снежной королевы 2». Анимация с точки зрения чисел включала в себя изображение около 1342 оригинальных деревьев и 350 вариаций гардероба трёх главных персонажей.
Аниматоры представили нового злодея - Короля Огня, паука-вулкана, который требовал наибольших усилий в оформлении. Другие сложные проекты включали подземную лавовую камеру в озере Гао. До анимации реплики из выражения лица голосового актёра служили руководством для последующего производства. Во время подготовки анимационного фильма было записано пять часов актёрской игры. Эмоции исполнителей были основаны на принципах, впервые предложенных социальным психологом Полом Экманом. Противопоставление огня и льда было разработано в качестве темы для фильма. Для создания анимированной лавы специалисты черпали вдохновение из более чем 23-часового видео с лавой.
Типичный кадр мультфильма состоит из сорока-пятидесяти рабочих слоёв, на которые воздействует свет. Фоны и персонажи правильно выделены, чтобы цвет картинки передавался зрителю с максимальной насыщенностью. Для сравнения, для затвердевания озера Гао требовалось более 250 слоёв. Ледяные спецэффекты, такие как эпизод лавины, требовали глубокой памяти. Одна секунда рабочего видео лавины, после склеивания всех кадров и «сбора» всех слоёв светом, требовала десяти гигабайт. Пираты Альфиды были выкуплены из сиквела. Вся команда пиратов-персонажей была задействована на полную мощность. Персонаж «Снежная королева» будет развиваться с юмором, а персонаж «ласка Лута» возобновит анимированные приколы.

## Прием

### Театральная касса
Зимний семейный приключенческий фильм стал анимационным блокбастером. Первоначальная смета бюджета в 360 миллионов рублей (6,3 миллиона долларов США) была самой высокой бюджетной продукцией Wizart Animation. После выхода фильма на отечественный и зарубежный экраны были установлены рекорды в России (СНГ). Всего в России фильм собрал 5,14 млн долларов с 1170 экранов кинотеатров.
Wizart Animation объявила, что по состоянию на 8 апреля 2017 года, в День российской анимации, «Снежная королева 3: Огонь и лед» стала самым кассовым российским фильмом в зарубежном прокате. Третий взнос добавил к его доходам 26 000 долларов всего от тринадцати канадских кинотеатров, в результате чего его общая сумма по всему миру (без России) составила 20,28 миллиона долларов. Предыдущим рекордом зарубежных кассовых сборов для российского фильма был «Монгол» (2007), совместное производство России, Германии и Казахстана, который принес за пределами России 20,27 миллиона долларов. В Южной Корее фильм получил статус лучшего старта независимой анимационной студии в 2017 году, собрав 2,39 миллиона долларов.
По данным пресс-службы Wizart Animation, предварительные результаты пяти недель в Болгарии показали, что у фильма был лучший старт среди независимых анимационных студий за последние двадцать лет, поскольку он вошел в десятку самых кассовых хитов. Фильм стал кассовым хитом в Польше. Он занял первые места в чартах по кассовым сборам в Чехии и Словакии, так как был показан в 215 кинотеатрах. Кассовые сборы составили 144 тысячи евро. Как отмечают представители дистрибьюторской компании Cinemart, «это лучшие показатели за всю историю показов всех частей франшизы в Чехии и Словакии в премьерный уик-энд». Фильм продемонстрировал отличные показатели в Турции. 24 февраля 2017 года на 253 кинотеатрах фильм привлек больше зрителей, чем его приквелы.
Мультфильм стал самым продаваемым российским кассовым хитом в Китае, заработав 11,55 миллиона долларов (72,09 юаня юаней) и немного опередив блокбастер о Второй мировой войне «Сталинград» (2013). Открытие составило 2,74 миллиона долларов (рекорд для российской анимации). По итогам первых выходных с 5 апреля 2018 года третья часть «Снежной королевы» заняла третье место в топе китайского проката. По многочисленным просьбам кинотеатральный тираж «Снежной королевы 3» был официально продлен китайскими регуляторами кино. Фильм оставался в кинотеатрах до июня 2018 года, что совпало с Национальным днем защиты детей. Для сравнения, средний кинотеатральный релиз в Китае обычно длится около месяца. Если добавить выступления за границей, общая валовая прибыль фильма составила 24,6 миллиона долларов. Фильм удостоен признания «Блокбастер» как самый кассовый российский фильм на западном рынке в 2018 году и занимает шестое место в рейтинге Кингсборо по всем анимационным фильмам всех независимых студий мира, которые шли в кинотеатрах в 2017 году. Прибыль превышала бюджет в четыре раза. Вместе с прокатом в России мультфильм заработал около 30 миллионов долларов.

### Критический ответ
«Снежная королева 3: Огонь и лёд» получила в основном положительные отзывы критиков. В Rotten Tomatoes фильм получил рейтинг одобрения 95% в рамках 125 оценок аудитории. Фильм получил три звезды от Common Sense Media. Критическая рецензия отметила, что в фильме представлен положительный образец для подражания и сообщения: «Персонажи узнают, как важно стоять рядом и защищать свою семью».
Российские отзывы о фильме были положительными. Критическая рецензия Максима Маркова из «Ридуса» поставила фильму четыре звезды. Критический обзор Film.ru дал высокую оценку: «Интересная и красивая русская комедия-сказка, в которой Герда находит волшебство Снежной королевы. Если главный российский мультсериал на внутреннем рынке — питерская студия «Мельница», затем лучший сериал для зарубежного рынка — «Снежная королева» воронежской студии Wizart Animation. Это настоящая феерия ярких красок и эффектных рисунков». в Орме троллей, и их родители будут тронуты радостью своих детей».
Мария Терещенко из Kino-Theater сочла фильм превосходным в представлении семейных ценностей, заявив: «Снежная королева 3 продолжает тему «семейных ценностей» и верности близким, изложенную в первых двух сериях. Это еще одна история о том, как сердце каждого из нас может стать полем битвы добра и зла, и только любовь близких может спасти героев от необдуманных поступков или катастрофических последствий». Реквизит получил признание, так как тоже был интересен: «Создатели обращают внимание на костюмы главных героев, которых для фильма было сшито очень много (действительно, снежное платье Герды прекрасно), но еще больше, пожалуй, на необычные транспортные средства, которые появляются в этой франшизе, поражают: красивая карета, корабль, который едет по льду, красивый ледяной поезд и в самый жаркий момент Каю приходится прыгать с льдин, плавающих в раскаленной лаве».
Фильм получил положительную критическую оценку Мироновой Анастасии из New Look Media, которая сказала: «Чрезвычайно позитивный и жизнеутверждающий мультфильм, проникнутый смертным поучительным смыслом борьбы со злом и несправедливостью, несмотря ни на что, учит бороться только добрыми делами и поступки, никогда не используя взамен зло и негатив. Украшенное зажигательными и эксцентричными, но в то же время очень добрыми и милыми компьютерными трюками, созданными под особенности каждого персонажа, делает мультфильм «Пламя и лед» еще более комичным и захватывающим».
В обзоре «КиноКультуры» Натальи Кононенко говорится: «Это поразительно красиво. Студия Wizart начала делать видеоигры, и игра по этому фильму уже доступна. Сцены с огнем особенно эффектны. Роллан с его горящими волосами и светящимся костюмом поразителен, как и озеро Гао, запретное огненное озеро, которое Герда и Роллан должны пересечь. Сцены бросания огня ярки, как и сцены, где Герда образует ледяные образования».
Французские обзоры, такие как Avoir-Alire, отмечают: «Это фантастическая сказка для молодых и старых, действие которой происходит в мире, где встречаются тролли и люди. Персонажи теплые, милые и развиваются в визуально более полных условиях, чем в предыдущих двух: снежные пейзажи, маленькие деревянные домики, в которых живут тролли, голубоватая ночь, напоминают о красивых пейзажах России, но и Северной Европы.Анимация также весьма успешна, наслаждаясь более четкой графикой, менее цифровым внешним видом, менее искусственным и поэтому более аутентичны. Движения персонажей плавные и хорошо детализированные. Короче говоря, общая эстетика довольно приятная». их приключения на Крайнем Севере, более верные оригинальной истории, чем Frozen.Неизбежно, мы не можем не играть в игру семи отличий, начиная с тех, что между героями, и здесь со злой Снежной Королевой а там милая Эльза. В обоих фильмах есть тролли, замерзшее королевство и ценности — любовь, дружба, верность, мужество. А еще в русской версии есть своя пьянящая песенка «Огонь и лед».
Немецкие обзоры были положительными в отношении фильма: в одном обзоре от Film-Rezensionen говорилось, что помимо «отсутствия непрерывности, поэтому остается слабым местом сериала», в целом Wizart Animation улучшается и создает прецеденты с каждой новой частью. Moviebreak выявил одну слабость фильма, а именно «его довольно беспорядочный стиль повествования и в некоторых местах отсутствие глубины персонажей». В остальном фильм отличный аниматор, заявив, что «фильм режиссера Алексея Цицилина предлагает отличное зрелище. Действие хорошее, персонажи юмористические, а история, несмотря на свою нервозность, захватывающая и захватывающая. , позволяет фильму быть интересным для молодых и старых».
Софахелден похвалил фильм как удачное продолжение приквела: «Сюжет является в равной степени подходящим продолжением предыдущей истории, а также независимым, захватывающим и полным приключений путешествием, которое знает, как доставить удовольствие, даже если вы не знаете предыдущую историю.

## Фестивали и награды
- 2017 — Фестиваль «Calcutta International Cult Film Festival» в Индии 10 января 2017 года.[42]
- 2018 — 23й Открытый Российский Фестиваль анимационного кино в Суздале — Диплом в категории «лучший полнометражный фильм» с формулировкой «за высокие профессиональные стандарты анимации и успех на международной арене» вручается фильму «Снежная королева 3: Огонь и лед» (реж. А. Цицилин).[43]

## Продолжение
Киностудия «Союзмультфильм», кинокомпании Wizart Animation и Central Partnership объявили о создании четвёртой части — «Снежная Королева: Зазеркалье», премьера запланирована на 2018 год.
Четвертая часть: «Снежная Королева: Зазеркалье», была выпущена 21 декабря 2018 года в Польше и 1 января 2019 года в России. Фильм также был принят в Великобритании и Ирландии 7 августа 2020 года. Фильм был отправлен на континент Северной Америки по кабельному телевидению 18 декабря 2020 года. Фильм был хорошо принят критиками, отметив его новаторский сюжет, а сама студия Wizart Animation продолжает развивать своё мастерство. На сегодняшний день мультсериал «Снежная королева» вышел более чем в 150 странах и переведён на 30 языков.